# Sant'Andrea Apostolo dello Ionio
Sant'Andrea Apostolo dello Ionio är en ort och kommun i provinsen Catanzaro i regionen Kalabrien i Italien. Kommunen hade 1 822 invånare (2018).